# Desolation Sound Marine Provincial Park
Der Desolation Sound Marine Provincial Park ist ein Provinzpark im kanadischen British Columbia. Das Meeresschutzgebiet wurde 1973 gegründet, ist rund 84 km² groß und nur per Boot zugänglich. Wegen der malerischen Buchten ist das Schutzgebiet bei Yacht- und Sportbootfreunden sehr beliebt. An Land ragen die bewaldeten Hänge steil zu den Gletschern und Bergen auf, wobei sie ab und zu durch Wasserfälle unterbrochen werden. Der Park liegt im qathet Regional District und ist nach dem Broughton Archipelago Marine Provincial Park der zweitgrößte Marine Provincial Park in British Columbia.

## Anlage
Das Schutzgebiet befindet sich 32 km nördlich von Powell River und 150 km nördlich von Vancouver im Desolation Sound. Das Schutzgebiet umfasst dabei die Wasserflächen innerhalb der Schutzgebietsgrenzen, sowie mehrere kleine Inseln und Teile des Festlands am östlichen Ufer des Desolation Sound.

Bei dem Park handelt es sich um ein Schutzgebiet der Kategorie II (Nationalpark).

## Geschichte
Wie bei fast allen Provinzparks in British Columbia gilt auch für diesen, dass er lange bevor die Gegend von europäischen Einwanderern besiedelt oder sie Teil eines Parks wurde, Jagd- und Fischereigebiet verschiedener Stämme der First Nations, hauptsächlich der Sliammon, war.
Das Gebiet, in welchem der Park liegt, wurde von Europäern, unter Kapitän George Vancouver, nachweislich erstmals im Jahr 1792 erkundet.

## Flora und Fauna
Am Übergang zwischen Sunshine Coast und Coast Mountain, ist die im Park vorherrschende Klimazone die des gemäßigten Regenwaldes. Innerhalb des Ökosystems von British Columbia wird das Parkgebiet vier verschiedenen Zonen zugeordnet. Mit dem Biogeoclimatic Ecological Classification (BEC) Zoning System wird das Ökosystem von British Columbia in verschiedene biogeoklimatische Zonen eingeteilt. Biogeoklimatische Zonen zeichnen sich durch ein grundsätzlich identisches oder sehr ähnliches Klima sowie gleiche oder sehr ähnliche biologische und geologische Voraussetzungen aus. Daraus resultiert in den jeweiligen Zonen dann grundsätzlich auch ein sehr ähnlicher Bestand an Pflanzen und Tieren. Innerhalb dieser Systematik wird der Park der Coastal Western Hemlock Zone mit den Subzonen Very Dry Maritime, Dry Maritime und Very Wet Maritime und der Mountain Hemlock Zone mit der Subzone Windward Moist Maritime.
Hier wächst neben der Douglasie und der Riesen-Lebensbaum hauptsächlich die Westamerikanische Hemlocktanne (im englischen Sprachraum „Coastal Western Hemlock“ genannt). Allerdings wachsen auch Laubbäume wie die Rot-Erle im Park. Das Alter des Baumbewuchs ist im Parkgebiet nicht einheitlich. Überwiegend handelt es sich hier um einen Zweitbewuchs nach forstwirtschaftlicher Nutzung. Teilweise finden sich aber auch Stellen mit ursprünglichem und sehr altem Bewuchs. Die Bäume sind oft mit epiphytische Flechten und Moose überzogen. Der Wald hat auch hier teilweise einen Unterwuchs aus Farnen sowie Heidekrautgewächse wie der Shallon-Scheinbeere oder der roten Huckleberry.
Die Wasserfläche des Desolation Sound Marine Park stellt ungefähr 35 Prozent der unter Schutz stehenden Wasserflächen in British Columbia.